# Андреев, Алексей Владимирович (сыродел)
Алексе́й Влади́мирович Андре́ев (род. 28 февраля 1972, Москва) — российский сыродел, фермер. Награждён золотой медалью Всероссийского конкурса качества молочной продукции (Углич, 2017), золотой и бронзовой медалью профессионального конкурса сыроделов «Fromonval» (Франция, 2018). Первый российский сыродел, посвящённый в рыцари Международной Гильдии сыроделов (Франция, 2019).

## Биография

### Образование, карьера
Родился 28 февраля 1972 года в Москве (СССР).
Имеет два высших образования — экономическое и юридическое (Финансовая академия при Правительстве РФ), а также незаконченное военное (Военно-космическая академия). Банкир в третьем поколении.
До середины 2010-х — совладелец компании, занимавшейся комплектующими для тюнинга и автоспорта.

### Фермер-сыродел
С 2016 года профессионально занимается сыроделанием.
С 2017 года работает на животноводческой ферме «Покровские поляны» (Заокский район, Тульская область), на специально построенной для его творчества сыродельне.
В конце 2017 — начале 2018 года обучался сыроделию во время двух стажировок в нескольких французских частных сырных мастерских.
Специализируется на производстве нескольких видов мягких ремесленных сыров из коровьего и козьего молока по традиционным французским технологиям.
Член Международной Гильдии сыроделов (2019). Членство в этой организации даёт Алексею Андрееву право сформировать сборную команду России для представления продукции российских ремесленных сыроделов на международных конкурсах сыроделов.

Я с удивлением узнал, что открылся и работает такой человек, как Алексей. И показывает такие успехи, которыми наша страна может гордиться.
— Председатель Союза сыроваров России Олег Сирота.

## Награды и премии
- Золотая медаль Всероссийского конкурса качества молочной продукции (Углич, 2017)[11][2]
- Золотая медаль (в категории мягких выдержанных козьих сыров с плесенью: за сыр «Тур де Шевр») профессионального конкурса сыроделов «Fromonval» (Франция, 2018)
- Бронзовая медаль (в категории мягких сыров из коровьего молока: за сыр «Брик флёри») профессионального конкурса сыроделов «Fromonval» (Франция, 2018)[1][12][2]
- Посвящён в рыцари Международной Гильдии сыроделов и Братства святого Югузона (3.02.2019)[3][4]

## Избранные интервью и комментарии
- «Дочь сказала: ты справишься» // Огонёк, 4.09.2017. (Републикация на портале «Pressreader.com»)
- «Молочные реки. Сырные берега» // Медиаметрикс (Тула), 16.08.2017. (Публикация на YouTube)
- «Алексей Андреев: люди начинают покупать не молоко или колбасу, а стремятся жить более качественной жизнью» // The DairyNews, 9.08.2018

## Семья
- Супруга — Светлана (бухгалтер).
- Дочь — Анна (маркетолог)[7][12][6][5].

## Интересные факты
- Алексей Андреев — автогонщик, штурман. Чемпион ЦФО по ралли в составе экипажа[6].